# تووو سن جیاکومو
تووو سن جیاکومو (به ایتالیایی: Tovo San Giacomo) یک کومونه در ایتالیا است که در استان ساونا واقع شده‌است.

## خصوصیات
تووو سن جیاکومو ۹٫۶ کیلومترمربع مساحت و ۲٬۲۷۰ نفر جمعیت دارد و ۴۷ متر بالاتر از سطح دریا واقع شده‌است.